# Halowe Mistrzostwa Polski Seniorów w Lekkoatletyce 1994
35. Halowe Mistrzostwa Polski Seniorów w Lekkoatletyce – zawody sportowe, które rozegrano 26 i 27 lutego 1994 w Spale, w hali Ośrodka Przygotowań Olimpijskich.
Podczas zawodów ustanowiono dwa halowe rekordy Polski. Agnieszka Stańczyk uzyskała w trójskoku wynik 13,66 m, a Katarzyna Radtke w chodzie na 3000 metrów czas 12:17,17. Krystyna Danilczyk osiągnęła w pchnięciu kulą wynik 18,81 m, który był lepszy od rekordu Polski Ludwiki Chewińskiej (18,65 m), ale koło było nieco podwyższone w stosunku do rzutni, co nie jest zgodne z przepisami.
Ustanowiono również dwa halowe rekordy Polski juniorów. Adam Kolasa osiągnął w skoku o tyczce wysokość 5,30 m, a Lucyna Nowak uzyskała w pięcioboju wynik 3968 punktów.

## Rezultaty

### Mężczyźni
| Konkurencja:              | 1. miejsce                                | Rezultat | 2. miejsce                              | Rezultat | 3. miejsce                             | Rezultat |
| Bieg na 60 m              | Marek Zalewski Start-Resursa Zduńska Wola | 6,69     | Piotr Tymko Skra Warszawa               | 6,89     | Grzegorz Miękiński AZS AWF Katowice    | 6,90     |
| Bieg na 200 m             | Robert Maćkowiak Śląsk Wrocław            | 21,61    | Piotr Tymko Skra Warszawa               | 22,07    | Tomasz Pokora Orzeł Namysłów           | 22,21    |
| Bieg na 400 m             | Robert Maćkowiak Śląsk Wrocław            | 48,07    | Artur Gąsiewski Skra Warszawa           | 48,58    | Michał Michalski Zawisza Bydgoszcz     | 48,71    |
| Bieg na 800 m             | Ryszard Ostrowski Sporting Międzyzdroje   | 1:52,83  | Dariusz Dobrowolski Lubusz Słubice      | 1:52,98  | Wiesław Paradowski Lubusz Słubice      | 1:53,53  |
| Bieg na 1500 m            | Michał Bartoszak Olimpia Poznań           | 3:45,86  | Waldemar Lisicki Flota Gdynia           | 3:46,25  | Wojciech Pelczar Karpaty Krosno        | 3:46,44  |
| Bieg na 3000 m            | Waldemar Lisicki Flota Gdynia             | 8:05,95  | Michał Bartoszak Olimpia Poznań         | 8:06,17  | Leszek Lewandowski Gwardia Piła        | 8:09,89  |
| Bieg na 60 m przez płotki | Piotr Wójcik Śląsk Wrocław                | 7,66     | Tomasz Nagórka Radomiak-dami            | 7,70     | Ronald Mehlich AZS AWF Katowice        | 7,82     |
| Chód na 5000 m            | Robert Korzeniowski Wawel Kraków          | 19:09,16 | Jacek Muller Lechia Gdańsk              | 19:25,24 | Grzegorz Muller Lechia Gdańsk          | 20:00,91 |
| Skok wzwyż                | Jarosław Kotewicz Ziemia Iławska          | 2,17     | Robert Michniewski Zawisza Bydgoszcz    | 2,10     | Piotr Kuszneruk AZS AWF Biała Podlaska | 2,05     |
| Skok o tyczce             | Bogusław Kopkowski Zawisza Bydgoszcz      | 5,35     | Adam Kolasa KL Gdynia                   | 5,30 NRJ | Andrzej Gawenda Orzeł Warszawa         | 5,30     |
| Skok w dal                | Dariusz Bontruk Orzeł Warszawa            | 7,80     | Mirosław Nowaczyk Skra Warszawa         | 7,59     | Tomasz Gatka AZS AWF Wrocław           | 7,25     |
| Trójskok                  | Jacek Butkiewicz Pomorzanin Toruń         | 16,04    | Krystian Ciemała AZS AWF Biała Podlaska | 15,78    | Krzysztof Szuptarski Start Lublin      | 15,65    |
| Pchnięcie kulą            | Piotr Perżyło Górnik Brzeszcze            | 18,88    | Helmut Krieger Chemik Kędzierzyn        | 18,47    | Dariusz Merta Górnik Brzeszcze         | 16,57    |
| Siedmiobój                | Sebastian Chmara Zawisza Bydgoszcz        | 5823     | Maciej Chmara Zawisza Bydgoszcz         | 5607     | Grzegorz Stromiński AZS AWF Wrocław    | 5607     |

### Kobiety
| Konkurencja:              | 1. miejsce                               | Rezultat    | 2. miejsce                              | Rezultat | 3. miejsce                            | Rezultat |
| Bieg na 60 m              | Sylwia Pachut AZS AWF Katowice           | 7,48        | Marzena Pawlak Olimpia Poznań           | 7,60     | Izabela Czajko Jagiellonia Białystok  | 7,64     |
| Bieg na 200 m             | Sylwia Pachut AZS AWF Katowice           | 24,53       | Inga Tarnawska Śląsk Wrocław            | 24,97    | Dorota Fojcik Unia Tarnów             | 25,51    |
| Bieg na 400 m             | Monika Warnicka AZS AWF Wrocław          | 54,24       | Elżbieta Kilińska Chemik Kędzierzyn     | 56,10    | Anna Bobko Gwardia Piła               | 56,62    |
| Bieg na 800 m             | Małgorzata Rydz Budowlani Częstochowa    | 2:04,76     | Anna Jakubczak Skra Warszawa            | 2:06,85  | Grażyna Penc Stal Społem Stalowa Wola | 2:10,08  |
| Bieg na 1500 m            | Anna Brzezińska Gwardia Opole            | 4:17,38     | Anna Jakubczak Skra Warszawa            | 4:23,24  | Małgorzata Jamróz KS Piaseczno        | 4:27,01  |
| Bieg na 60 m przez płotki | Urszula Włodarczyk AZS AWF Wrocław       | 8,41        | Aurelia Trywiańska Budowlani Szczecin   | 8,71     | Izabela Wojszko AZS AWF Warszawa      | 8,98     |
| Chód na 3000 m            | Katarzyna Radtke Lechia Gdańsk           | 12:17,17 NR | Marta Żukowska Stal Społem Stalowa Wola | 13:13,82 | Izabela Sadowska Flota Gdynia         | 14:10,49 |
| Skok wzwyż                | Katarzyna Majchrzak AS AWF Gdańsk        | 1,84        | Beata Hołub AZS AWF Wrocław             | 1,81     | Bernadetta Lawrenz AZS AWF Gdańsk     | 1,81     |
| Skok w dal                | Agata Karczmarek Legia Warszawa          | 6,56        | Urszula Włodarczyk AZS AWF Wrocław      | 6,28     | Ilona Pazoła Krokus Leszno            | 5,96     |
| Trójskok                  | Agnieszka Stańczyk Budowlani Częstochowa | 13,66 NR    | Ilona Pazoła Krokus Leszno              | 12,79    | Aneta Sadach Start Łódź               | 12,76    |
| Pchnięcie kulą            | Krystyna Danilczyk Jagiellonia Białystok | 18,81       | Agnieszka Ptaszkiewicz WKS Ciechanów    | 15,62    | Renata Tokarz AZS AWF Kraków          | 15,29    |
| Pięciobój                 | Elżbieta Rączka Śląsk Wrocław            | 3978        | Lucyna Nowak Olimpia Grudziądz          | 3968 NRJ | Bożena Bogucka Śląsk Wrocław          | 3886     |